# Ambassade de Lituanie en Estonie
L'ambassade de Lituanie en Estonie (estonien : Leedu Suursaatkond Tallinnas) est la représentation diplomatique de la Lituanie auprès de la république d'Estonie.

## Ambassade
L'ambassade de Lituanie est située à Uus tänav 15.
Le bâtiment de l'ambassade est classé monument culturel.
Giedrius Apuokas est ambassadeur de Lituanie en Estonie depuis le 5 septembre 2017.
Il y a un consulat honoraire de Lituanie à Tartu.

## Histoire
Avant la Seconde Guerre mondiale, l'ambassade de Lituanie à Tallinn était située à Kiriku tänav 6 puis à  Valli tänav 4.
Les relations diplomatiques entre la Lituanie moderne et l'Estonie ont été rétablies le 5 octobre 1991.
De 1991 à 1993, la mission diplomatique lituanienne en Estonie était dirigée par Sigitas Kudarauskas.